# Атлетика на Летњим параолимпијским играма 2016 — 400 метара за мушкарце
Трка на 400 метара за мушкарце, била је једна од 29 дисциплина атлетског програма на Летњим параолимпијским играма 2016. у Рио де Жанеиру, Бразил. Такмичење је одржано од 8. до 17. септембра на Олимпијском стадиону Жоао Авеланж.

## Земље учеснице
Учествовало је 173 такмичара из 66 земље.
1. Азербејџан (1)
2. Алжир (6)
3. Ангола (2)
4. Аргентина (1)
5. Аустралија (5)
6. Аустрија (2)
7. Белгија (1)
8. Боцвана (1)
9. Бразил (12)
10. Венецуела (4)
11. Гвинеја (1)
12. Грчка (1)
13. Египат (2)
14. Еквадор (2)
15. Етиопија (2)
16. Зеленортска Острва (1)
17. Ирак (1)
18. Ирска (1)
19. Источни Тимор (1)
20. Италија (3)
21. Јамајка (1)
22. Јапан (5)
23. Јордан (1)
24. Јужна Кореја (2)
25. Јужноафричка Република (3)
26. Канада (4)
27. Кенија (1)
28. Кина (15)
29. Кипар (1)
30. Колумбија (3)
31. Куба (2)
32. Кувајт (1)
33. Лесото (1)
34. Малезија (2)
35. Мароко (2)
36. Мексико (6)
37. Мјанмар (1)
38. Намибија (1)
39. Немачка (4)
40. Никарагва (1)
41. Нови Зеланд (2)
42. Обала Слоноваче (1)
43. Папуа Нова Гвинеја (1)
44. Перу (1)
45. Пољска (2)
46. Португалија (3)
47. Руанда (1)
48. Сао Томе и Принсипе (4)
49. САД (15)
50. Тајланд (6)
51. Таџикистан (1)
52. Тунис (2)
53. Турска (1)
54. Уганда (1)
55. Узбекистан (1)
56. У.А.Емирати (1)
57. Уједињено Краљевство (6)
58. Украјина (1)
59. Уругвај (1)
60. Филипини (1)
61. Финска (1)
62. Француска (6)
63. Холандија (1)
64. Швајцарска (1)
65. Шпанија (4)
66. Шри Ланка (1)

## Рекорди пре почетка такмичења
(стање 8. септембра 2016.)

### Класа Т11
| Рекорди пре почетка Параолимпијских игара 2016. | Рекорди пре почетка Параолимпијских игара 2016. | Рекорди пре почетка Параолимпијских игара 2016. | Рекорди пре почетка Параолимпијских игара 2016. | Рекорди пре почетка Параолимпијских игара 2016. | Рекорди пре почетка Параолимпијских игара 2016. |
| ----------------------------------------------- | ----------------------------------------------- | ----------------------------------------------- | ----------------------------------------------- | ----------------------------------------------- | ----------------------------------------------- |
| Светски рекорд                                  | 49,82                                           | Данијел Силва                                   | Бразил                                          | Гвадалахара, Мексико                            | 18. новембар 2011.                              |
| Параолимпијски рекорд                           | 50,03                                           | Јосе Сајово Армандо                             | Ангола                                          | Атина, Грчка                                    | 4. септембар 2012.                              |

### Класа Т12
| Рекорди пре почетка Параолимпијских игара 2016. | Рекорди пре почетка Параолимпијских игара 2016. | Рекорди пре почетка Параолимпијских игара 2016. | Рекорди пре почетка Параолимпијских игара 2016. | Рекорди пре почетка Параолимпијских игара 2016. | Рекорди пре почетка Параолимпијских игара 2016. |
| ----------------------------------------------- | ----------------------------------------------- | ----------------------------------------------- | ----------------------------------------------- | ----------------------------------------------- | ----------------------------------------------- |
| Светски рекорд                                  | 48,52                                           | Махмоуд Кхалди                                  | Тунис                                           | Лондон, Уједињено Краљевство                    | 6. септембар 2012.                              |
| Параолимпијски рекорд                           | 48,52                                           | Махмоуд Кхалди                                  | Тунис                                           | Лондон, Уједињено Краљевство                    | 6. септембар 2012.                              |

### Класа Т13
| Рекорди пре почетка Параолимпијских игара 2016.     | Рекорди пре почетка Параолимпијских игара 2016. | Рекорди пре почетка Параолимпијских игара 2016. | Рекорди пре почетка Параолимпијских игара 2016. | Рекорди пре почетка Параолимпијских игара 2016. | Рекорди пре почетка Параолимпијских игара 2016. |
| --------------------------------------------------- | ----------------------------------------------- | ----------------------------------------------- | ----------------------------------------------- | ----------------------------------------------- | ----------------------------------------------- |
| Светски рекорд                                      | 47,83                                           | Мохамед Амгуоун                                 | Мароко                                          | Доха, Катар                                     | 28. октобар 2015.                               |
| Параолимпијски рекорд                               | 48,59                                           | Алексеј Лабзин                                  | Русија                                          | Лондон, Уједињено Краљевство                    | 2. септембар 2012.                              |
| Рекорди после завршених Параолимпијских игара 2016. |                                                 |                                                 |                                                 |                                                 |                                                 |
| Светски рекорд                                      | 47,15                                           | Мохамед Амгуоун                                 | Мароко                                          | Рио де Жанеиро, Бразил                          | 15. септембар 2016.                             |
| Параолимпијски рекорд                               | 47,15                                           | Мохамед Амгуоун                                 | Мароко                                          | Рио де Жанеиро, Бразил                          | 15. септембар 2016.                             |

### Класа Т20
| Рекорди пре почетка Параолимпијских игара 2016.     | Рекорди пре почетка Параолимпијских игара 2016. | Рекорди пре почетка Параолимпијских игара 2016. | Рекорди пре почетка Параолимпијских игара 2016. | Рекорди пре почетка Параолимпијских игара 2016. | Рекорди пре почетка Параолимпијских игара 2016. |
| --------------------------------------------------- | ----------------------------------------------- | ----------------------------------------------- | ----------------------------------------------- | ----------------------------------------------- | ----------------------------------------------- |
| Светски рекорд                                      | 47,78                                           | Данијел Мартин                                  | Бразил                                          | Рио де Жанеиро, Бразил                          | 20. мај 2016.                                   |
| Рекорди после завршених Параолимпијских игара 2016. |                                                 |                                                 |                                                 |                                                 |                                                 |
| Параолимпијски рекорд                               | 48,43                                           | Луис Артуро Паива                               | Венецуела                                       | Рио де Жанеиро, Бразил                          | 8. септембар 2016.                              |
| Светски рекорд                                      | 47,22                                           | Данијел Мартин                                  | Бразил                                          | Рио де Жанеиро, Бразил                          | 9. септембар 2016.                              |
| Параолимпијски рекорд                               | 47,22                                           | Данијел Мартин                                  | Бразил                                          | Рио де Жанеиро, Бразил                          | 9. септембар 2016.                              |

### Класа Т36
| Рекорди пре почетка Параолимпијских игара 2016. | Рекорди пре почетка Параолимпијских игара 2016. | Рекорди пре почетка Параолимпијских игара 2016. | Рекорди пре почетка Параолимпијских игара 2016. | Рекорди пре почетка Параолимпијских игара 2016. | Рекорди пре почетка Параолимпијских игара 2016. |
| ----------------------------------------------- | ----------------------------------------------- | ----------------------------------------------- | ----------------------------------------------- | ----------------------------------------------- | ----------------------------------------------- |
| Светски рекорд                                  | 53,31                                           | Евгениј Швецов                                  | Русија                                          | Лондон, Уједињено Краљевство                    | 4. септембар 2012.                              |
| Параолимпијски рекорд                           | 53,31                                           | Евгениј Швецов                                  | Русија                                          | Лондон, Уједињено Краљевство                    | 4. септембар 2012.                              |

### Класа Т37
| Рекорди пре почетка Параолимпијских игара 2016.     | Рекорди пре почетка Параолимпијских игара 2016. | Рекорди пре почетка Параолимпијских игара 2016. | Рекорди пре почетка Параолимпијских игара 2016. | Рекорди пре почетка Параолимпијских игара 2016. | Рекорди пре почетка Параолимпијских игара 2016. |
| --------------------------------------------------- | ----------------------------------------------- | ----------------------------------------------- | ----------------------------------------------- | ----------------------------------------------- | ----------------------------------------------- |
| Светски рекорд                                      | 50,52                                           | Андреј Вдовин                                   | Русија                                          | Гросето, Италија                                | 14. јун 2016.                                   |
| Параолимпијски рекорд                               | 52,70                                           | Александар Дриха                                | Украјина                                        | Атина, Грчка                                    | 25. септембар 2004.                             |
| Рекорди после завршених Параолимпијских игара 2016. |                                                 |                                                 |                                                 |                                                 |                                                 |
| Параолимпијски рекорд                               | 51,13                                           | Чарл ду Тоит                                    | Јужна Африка                                    | Рио де Жанеиро, Бразил                          | 16. септембар 2016.                             |

### Класа Т38
| Рекорди пре почетка Параолимпијских игара 2016.     | Рекорди пре почетка Параолимпијских игара 2016. | Рекорди пре почетка Параолимпијских игара 2016. | Рекорди пре почетка Параолимпијских игара 2016. | Рекорди пре почетка Параолимпијских игара 2016. | Рекорди пре почетка Параолимпијских игара 2016. |
| --------------------------------------------------- | ----------------------------------------------- | ----------------------------------------------- | ----------------------------------------------- | ----------------------------------------------- | ----------------------------------------------- |
| Светски рекорд                                      | 49,33                                           | Мохамед Фархат Чида                             | Тунис                                           | Крајстчерч, Нови Зеланд                         | 29. јун 2011.                                   |
| Параолимпијски рекорд                               | 50,30                                           | Тим Саливан                                     | Аустралија                                      | Сиднеј, Аустралија                              | 27. октобар 2000.                               |
| Рекорди после завршених Параолимпијских игара 2016. |                                                 |                                                 |                                                 |                                                 |                                                 |
| Параолимпијски рекорд                               | 49,46                                           | Диан Неиле Буис                                 | Јужна Африка                                    | Рио де Жанеиро, Бразил                          | 17. септембар 2016.                             |

### Класа Т43
| Рекорди пре почетка Параолимпијских игара 2016.     | Рекорди пре почетка Параолимпијских игара 2016. | Рекорди пре почетка Параолимпијских игара 2016. | Рекорди пре почетка Параолимпијских игара 2016. | Рекорди пре почетка Параолимпијских игара 2016. | Рекорди пре почетка Параолимпијских игара 2016. |
| --------------------------------------------------- | ----------------------------------------------- | ----------------------------------------------- | ----------------------------------------------- | ----------------------------------------------- | ----------------------------------------------- |
| Светски рекорд                                      | 45,39                                           | Оскар Писторијус                                | Јужна Африка                                    | Тегу, Јужна Кореја                              | 28. август 2011.                                |
| Параолимпијски рекорд                               | 46,68                                           | Оскар Писторијус                                | Јужна Африка                                    | Лондон, Уједињено Краљевство                    | 8. септембар 2012.                              |
| Рекорди после завршених Параолимпијских игара 2016. |                                                 |                                                 |                                                 |                                                 |                                                 |
| Параолимпијски рекорд                               | 46,20                                           | Лијам Малоне                                    | Нови Зеланд                                     | Рио де Жанеиро, Бразил                          | 15. септембар 2016.                             |

### Класа Т44
| Рекорди пре почетка Параолимпијских игара 2016.     | Рекорди пре почетка Параолимпијских игара 2016. | Рекорди пре почетка Параолимпијских игара 2016. | Рекорди пре почетка Параолимпијских игара 2016. | Рекорди пре почетка Параолимпијских игара 2016. | Рекорди пре почетка Параолимпијских игара 2016. |
| --------------------------------------------------- | ----------------------------------------------- | ----------------------------------------------- | ----------------------------------------------- | ----------------------------------------------- | ----------------------------------------------- |
| Светски рекорд                                      | 49,87                                           | Дејвид Принц                                    | Сједињене Државе                                | Сан Антонио, САД                                | 28. август 2011.                                |
| Параолимпијски рекорд                               | 50,61                                           | Дејвид Принц                                    | Сједињене Државе                                | Лондон, Уједињено Краљевство                    | 8. септембар 2012.                              |
| Рекорди после завршених Параолимпијских игара 2016. |                                                 |                                                 |                                                 |                                                 |                                                 |
| Светски рекорд                                      | 49,81                                           | Michail Seitis                                  | Грчка                                           | Рио де Жанеиро, Бразил                          | 14. септембар 2016.                             |
| Параолимпијски рекорд                               | 49,81                                           | Michail Seitis                                  | Грчка                                           | Рио де Жанеиро, Бразил                          | 14. септембар 2016.                             |
| Светски рекорд                                      | 49,66                                           | Michail Seitis                                  | Грчка                                           | Рио де Жанеиро, Бразил                          | 15. септембар 2016.                             |
| Параолимпијски рекорд                               | 49,66                                           | Michail Seitis                                  | Грчка                                           | Рио де Жанеиро, Бразил                          | 15. септембар 2016.                             |

### Класе Т46 и Т47
| Рекорди пре почетка Параолимпијских игара 2016. | Рекорди пре почетка Параолимпијских игара 2016. | Рекорди пре почетка Параолимпијских игара 2016. | Рекорди пре почетка Параолимпијских игара 2016. | Рекорди пре почетка Параолимпијских игара 2016. | Рекорди пре почетка Параолимпијских игара 2016. |
| ----------------------------------------------- | ----------------------------------------------- | ----------------------------------------------- | ----------------------------------------------- | ----------------------------------------------- | ----------------------------------------------- |
| Светски рекорд                                  | 47,69                                           | Френсис Хит                                     | Аустралија                                      | Пекинг, Кина                                    | 10. септембар 2008.                             |
| Параолимпијски рекорд                           | 47,69                                           | Френсис Хит                                     | Аустралија                                      | Пекинг, Кина                                    | 10. септембар 2008.                             |

### Класа Т51
| Рекорди пре почетка Параолимпијских игара 2016.     | Рекорди пре почетка Параолимпијских игара 2016. | Рекорди пре почетка Параолимпијских игара 2016. | Рекорди пре почетка Параолимпијских игара 2016. | Рекорди пре почетка Параолимпијских игара 2016. | Рекорди пре почетка Параолимпијских игара 2016. |
| --------------------------------------------------- | ----------------------------------------------- | ----------------------------------------------- | ----------------------------------------------- | ----------------------------------------------- | ----------------------------------------------- |
| Светски рекорд                                      | 1:18,09                                         | Петер Генин                                     | Белгија                                         | Гросето, Италија                                | 14. јун 2016.                                   |
| Параолимпијски рекорд                               | 1:20,99                                         | Барт Додсон                                     | Сједињене Државе                                | Барселона, Шпанија                              | 11. септембар 1992.                             |
| Рекорди после завршених Параолимпијских игара 2016. |                                                 |                                                 |                                                 |                                                 |                                                 |
| Параолимпијски рекорд                               | 1:20,82                                         | Петер Генин                                     | Белгија                                         | Рио де Жанеиро, Бразил                          | 17. септембар 2016.                             |

### Класа Т52
| Рекорди пре почетка Параолимпијских игара 2016. | Рекорди пре почетка Параолимпијских игара 2016. | Рекорди пре почетка Параолимпијских игара 2016. | Рекорди пре почетка Параолимпијских игара 2016. | Рекорди пре почетка Параолимпијских игара 2016. | Рекорди пре почетка Параолимпијских игара 2016. |
| ----------------------------------------------- | ----------------------------------------------- | ----------------------------------------------- | ----------------------------------------------- | ----------------------------------------------- | ----------------------------------------------- |
| Светски рекорд                                  | 55,19                                           | Рајмонд Мартин                                  | Сједињене Државе                                | Арбон, Швајцарска                               | 4. јун 2015.                                    |
| Параолимпијски рекорд                           | 57,25                                           | Томоја Итор                                     | Јапан                                           | Пекинг, Кина                                    | 12. септембар 2008.                             |

### Класа Т53
| Рекорди пре почетка Параолимпијских игара 2016. | Рекорди пре почетка Параолимпијских игара 2016. | Рекорди пре почетка Параолимпијских игара 2016. | Рекорди пре почетка Параолимпијских игара 2016. | Рекорди пре почетка Параолимпијских игара 2016. | Рекорди пре почетка Параолимпијских игара 2016. |
| ----------------------------------------------- | ----------------------------------------------- | ----------------------------------------------- | ----------------------------------------------- | ----------------------------------------------- | ----------------------------------------------- |
| Светски рекорд                                  | 47,36                                           | Сукман Хонг                                     | Јужна Кореја                                    | Арбон, Швајцарска                               | 26. јун 2010.                                   |
| Параолимпијски рекорд                           | 47,67                                           | Сукман Хонг                                     | Јужна Кореја                                    | Пекинг, Кина                                    | 11. септембар 2008.                             |

### Класа Т54
| Рекорди пре почетка Параолимпијских игара 2016. | Рекорди пре почетка Параолимпијских игара 2016. | Рекорди пре почетка Параолимпијских игара 2016. | Рекорди пре почетка Параолимпијских игара 2016. | Рекорди пре почетка Параолимпијских игара 2016. | Рекорди пре почетка Параолимпијских игара 2016. |
| ----------------------------------------------- | ----------------------------------------------- | ----------------------------------------------- | ----------------------------------------------- | ----------------------------------------------- | ----------------------------------------------- |
| Светски рекорд                                  | 45,07                                           | Лисин Џанг                                      | Кина                                            | Пекинг, Кина                                    | 10. септембар 2008.                             |
| Параолимпијски рекорд                           | 45,07                                           | Лисин Џанг                                      | Кина                                            | Пекинг, Кина                                    | 10. септембар 2008.                             |

## Сатница
| Датум               | Време | Класа     | Ниво          |
| ------------------- | ----- | --------- | ------------- |
| 8. септембар 2016.  | 11:56 | Т12       | Квалификације |
| 8. септембар 2016.  | 18:13 | Т20       | Квалификације |
| 8. септембар 2016.  | 18:38 | Т12       | Полуфинале    |
| 9. септембар 2016.  | 11:20 | Т20       | Финале        |
| 9. септембар 2016.  | 19:31 | Т12       | Финале        |
| 10. септембар 2016. | 18:43 | Т53       | Квалификације |
| 11. септембар 2016. | 11:35 | Т53       | Финале        |
| 11. септембар 2016. | 18:14 | Т54       | Квалификације |
| 12. септембар 2016. | 10:00 | Т52       | Квалификације |
| 12. септембар 2016. | 10:16 | Т54       | Финале        |
| 13. септембар 2016. | 10:20 | Т52       | Финале        |
| 13. септембар 2016. | 17:30 | Т13       | Квалификације |
| 14. септембар 2016. | 18:07 | Т43 и Т44 | Квалификације |
| 15. септембар 2016. | 11:38 | Т43 и Т44 | Финале        |
| 15. септембар 2016. | 11:45 | Т37       | Квалификације |
| 15. септембар 2016. | 12:12 | Т13       | Финале        |
| 16. септембар 2016. | 10:00 | Т38       | Квалификације |
| 16. септембар 2016. | 10:15 | Т36       | Финале        |
| 16. септембар 2016. | 10:23 | Т37       | Финале        |
| 16. септембар 2016. | 10:30 | Т46 и Т47 | Квалификације |
| 16. септембар 2016. | 17:36 | Т11       | Квалификације |
| 17. септембар 2016. | 10:54 | Т51       | Квалификације |
| 17. септембар 2016. | 17:59 | Т38       | Финале        |
| 17. септембар 2016. | 18:05 | Т46 и Т47 | Финале        |
| 17. септембар 2016. | 18:49 | Т11       | Финале        |

Сва времена су по локалном времену (UTC+3)

## Освајачи медаља
|                                          |                                       |                                                |
| Класа Т11                                |                                       |                                                |
| Gerard Descarrega Puigdevall · Шпанија   | Фелипе Гомез · Бразил                 | Ананиас Шиконго · Намибија                     |
| Класа Т12                                |                                       |                                                |
| Ћичао Суен · Кина                        | Махди Афри · Мароко                   | Луис Гонзалвез · Португалија                   |
| Класа Т13                                |                                       |                                                |
| Мохамед Амгуоун · Мароко                 | Јоханес Намбала · Намибија            | Мохамед Фоуад Хамоумоу · Алжир                 |
| Класа Т20                                |                                       |                                                |
| Данијел Мартин · Бразил                  | Луис Артуро Паива · Венецуела         | Грацелино Таварес Барбоса · Зеленортска Острва |
| Класа Т36                                |                                       |                                                |
| Пол Блејк · Уједињено Краљевство         | Роман Павлик · Украјина               | Вилијам Стедман · Нови Зеланд                  |
| Класа Т37                                |                                       |                                                |
| Чарл ду Тоит · Јужноафричка Република    | Омар Монтерола · Венецуела            | Софиане Хамди · Алжир                          |
| Класа Т38                                |                                       |                                                |
| Диан Неиле Буис · Јужноафричка Република | Ђенвен Ху · Кина                      | Веинер Хавиер Диаз Москера · Колумбија         |
| Класе Т43 и Т44                          |                                       |                                                |
| Лијам Малоне · Нови Зеланд               | Давид Бехре · Немачка                 | Хантер Вудхол · САД                            |
| Класе Т46 и Т47                          |                                       |                                                |
| Ернесто Бланко · Куба                    | Петручио Фереира дос Сантос · Бразил  | Гинтер Мацингер · Аустрија                     |
| Класа Т51                                |                                       |                                                |
| Петер Генин · Белгија                    | Едгар Цесарео Наваро Санчез · Мексико | Алвисе де Види · Италија                       |
| Класа Т52                                |                                       |                                                |
| Рајмонд Мартин · САД                     | Томоки Сато · Јапан                   | Gianfranco Iannotta · САД                      |
| Класа Т53                                |                                       |                                                |
| Pongsakorn Paeyo · Тајланд               | Брент Лакатос · Канада                | Пјер Фербанк · Француска                       |
| Класа Т54                                |                                       |                                                |
| Кени ван Вегел · Холандија               | Јанг Љу · Кина                        | Јасин Гарби · Тунис                            |

## Резултати

### Финале

#### Класа Т11
Такмичење је одржано 17.9.2016. годину у 18:49,,
| Пласман | Атлетичар                    | Земља    | Класа | Резултат | Белешка |
| ------- | ---------------------------- | -------- | ----- | -------- | ------- |
|         | Gerard Descarrega Puigdevall | Шпанија  | Т11   | 50,22    | РР      |
|         | Фелипе Гомез                 | Бразил   | Т11   | 50,38    | ЛР      |
|         | Ананиас Шиконго              | Намибија | Т11   | 50,63    | ЛР      |
| 4.      | Данијел Силва                | Бразил   | Т11   | 50,93    | ЛРС     |

#### Класe Т12
Такмичење је одржано 9.9.2016. годину у 19:31,,
| Пласман | Атлетичар           | Земља       | Класа | Резултат | Белешка |
| ------- | ------------------- | ----------- | ----- | -------- | ------- |
|         | Ћичао Суен          | Кина        | Т12   | 48,57    | РР, ЛР  |
|         | Махди Афри          | Мароко      | Т12   | 49,00    | ЛР      |
|         | Луис Гонзалвез      | Португалија | Т12   | 49,54    | ЛР      |
| 4.      | Хоан Мунар Мартинез | Шпанија     | Т12   | 50,08    |         |

#### Класe Т13
Такмичење је одржано 15.9.2016. годину у 12:12,,
| Пласман | Атлетичар              | Земља    | Класа | езултат | Белешка    |
| ------- | ---------------------- | -------- | ----- | ------- | ---------- |
|         | Мохамед Амгуоун        | Мароко   | Т13   | 47,15   | СР, ПР, ЛР |
|         | Јоханес Намбала        | Намибија | Т13   | 47,21   | ЛР         |
|         | Мохамед Фоуад Хамоумоу | Алжир    | Т13   | 48,04   | ЛР         |
| 4.      | Фуад Бака              | Алжир    | Т13   | 49,09   |            |
| 5.      | Маркит Прајс           | САД      | Т13   | 49,96   | ЛР         |
| 6.      | Густаво Енрикве Араујо | Бразил   | Т13   | 50,06   |            |
| 7.      | Тајсон Гунтер          | САД      | Т13   | 50,36   |            |
|         | Абделатиф Бака         | Алжир    | Т13   | НС      |            |

#### Класа Т20
Такмичење је одржано 9.9.2016. годину у 11:20,,
| Пласман | Атлетичар                  | Земља              | Класа | Резултат | Белешка    |
| ------- | -------------------------- | ------------------ | ----- | -------- | ---------- |
|         | Данијел Мартин             | Бразил             | Т20   | 47,22    | СР, ПР, ЛР |
|         | Луис Артуро Паива          | Венецуела          | Т20   | 47,83    | ЛР         |
|         | Грацелино Таварес Барбоса  | Зеленортска Острва | Т20   | 48,55    | РР, ЛР     |
| 4.      | Дионибел Родригез Родригез | Шпанија            | Т20   | 49,46    |            |
| 5.      | Делибер Родригез Рамирез   | Шпанија            | Т20   | 49,56    |            |
| 6.      | Massianga Rodrigue         | Француска          | Т20   | 49,71    |            |
| 7.      | Руд Лорен Фловани Коутики  | Италија            | Т20   | 51,14    |            |
| 8.      | Damian Carcelen            | Еквадор            | Т20   | 51,80    |            |

#### Класа Т36
Такмичење је одржано 16.9.2016. годину у 10:15,,
| Пласман | Атлетичар                      | Земља                | Класа | ЛР    | ЛРС     | Резултат | Белешка |
| ------- | ------------------------------ | -------------------- | ----- | ----- | ------- | -------- | ------- |
|         | Пол Блејк                      | Уједињено Краљевство | Т36   | 54,22 | 54,72   | 54,49    | ЛРС     |
|         | Роман Павлик                   | Украјина             | Т36   | 54,60 |         | 55,67    | ЛРС     |
|         | Вилијам Стедман                | Нови Зеланд          | Т36   | 56,35 | 56,35   | 55,69    | РР, ЛР  |
| 4.      | Кжиштоф Ћукша                  | Пољска               | Т36   | 56,48 | 56,48   | 55,97    | ЛР      |
| 5.      | Мјен Че                        | Кина                 | Т36   | 55,99 | 59,82   | 57,26    | ЛРС     |
| 6.      | Габријел де Хесус Куадра Олман | Никарагва            | Т36   | 59,96 | 1:00,73 | 58,50    | ЛР      |
| 7.      | Сид Али Боузоурине             | Алжир                | Т36   | 59,26 | 59,26   | 1:00,22  |         |

#### Класа Т37
Такмичење је одржано 16.9.2016. годину у 10:23,,
| Пласман | Атлетичар               | Земља                  | Класа | Резултат | Белешка |
| ------- | ----------------------- | ---------------------- | ----- | -------- | ------- |
|         | Чарл ду Тоит            | Јужноафричка Република | Т37   | 51,13    | ПР, ЛР  |
|         | Омар Монтерола          | Венецуела              | Т37   | 52,93    | РР, ЛР  |
|         | Софиане Хамди           | Алжир                  | Т37   | 53,01    | ЛРС     |
| 4.      | Мостафа Фатхала Мухамед | Египат                 | Т37   | 53,43    | ЛР      |
| 5.      | Пауло Переира           | Бразил                 | Т37   | 54,47    |         |
| 6.      | Ђалунг Ву               | Кина                   | Т37   | 55,51    |         |
| 7.      | Мохамед Абделатеф       | Египат                 | Т37   | 55,61    | ЛР      |
| 8.      | Бертран Валентин        | Француска              | Т37   | 55,72    | ЛР      |

#### Класа Т38
Такмичење је одржано 17.9.2016. годину у 17:59,,
| Пласман | Атлетичар                     | Земља                  | Класа | Резултат | Белешка |
| ------- | ----------------------------- | ---------------------- | ----- | -------- | ------- |
|         | Диан Неиле Буис               | Јужноафричка Република | Т38   | 49,46    | ПР, ЛР  |
|         | Ђенвен Ху                     | Кина                   | Т38   | 50,27    | РР, ЛР  |
|         | Веинер Хавиер Диаз Москера    | Колумбија              | Т38   | 51,44    | РР, ЛР  |
| 4.      | Мохамед Фархат Чида           | Тунис                  | Т38   | 51,49    | ЛРС     |
| 5.      | Венђуен Џоу                   | Кина                   | Т38   | 52,43    | ЛРС     |
| 6.      | Диксон де Хесус Окер Веласкез | Колумбија              | Т38   | 54,80    |         |
| 7.      | Ангел Моисес Енрикуез Торес   | Мексико                | Т38   | 54,97    | ЛР      |
| 8.      | Хуангхао Џунг                 | Кина                   | Т38   | 55,06    | ЛР      |

#### Класа Т43 и Т44
Такмичење је одржано 15.9.2016. годину у 11:38,,
| Пласман | Атлетичар                          | Земља       | Класа | Резултат | Белешка    |
| ------- | ---------------------------------- | ----------- | ----- | -------- | ---------- |
|         | Лијам Малоне                       | Нови Зеланд | Т43   | 46,20    | ПР, ЛР     |
|         | Давид Бехре                        | Немачка     | Т43   | 46,23    | РР, ЛР     |
|         | Хантер Вудхол                      | САД         | Т43   | 46,70    | РР, ЛР     |
| 4.      | Aj Digby                           | САД         | Т43   | 47,34    | ЛР         |
| 5.      | Ник Роџерс                         | САД         | Т43   | 48,90    | ЛР         |
| 6.      | Michail Seitis                     | Грчка       | Т44   | 49,66    | СР, ПР, ЛР |
| 7.      | Ajith Prasanna Kumar Hettiarachchi | Шри Ланка   | Т44   | 56,50    |            |
| 8.      | Kyaw Kyaw Win                      | Мјанмар     | Т44   | 56,74    |            |

#### Класа Т46 и Т47
Такмичење је одржано 17.9.2016. годину у 18:05,,
| Пласман | Атлетичар                   | Земља           | Класа | Резултат | Белешка  |
| ------- | --------------------------- | --------------- | ----- | -------- | -------- |
|         | Ернесто Бланко              | Куба            | Т46   | 48,79    | ЛР       |
|         | Петручио Фереира дос Сантос | Бразил          | Т47   | 48,87    | ЛР       |
|         | Гинтер Мацингер             | Аустрија        | Т47   | 48,95    | ЛРС      |
| 4.      | Шејн Хадсон                 | Јамајка         | Т47   | 49,07    | ЛРС      |
| 5.      | Самјуел Колменарес          | Венецуела       | Т47   | 49,55    | ЛРС      |
| 6.      | Антонис Арести              | Кипар           | Т47   | 50,07    | ЛРС      |
|         | Хермас Мувуњи               | Руанда          | Т46   | Диск.    | чл. 18.5 |
|         | Јеан-Луц Ноумбо Коуаме      | Обала Слоноваче | Т47   | Диск.    | чл. 18.5 |

#### Класа Т51
Такмичење је одржано 17.9.2016. годину у 10:54,,
| Пласман | Атлетичар                   | Земља                | Класа | ЛР      | ЛРС     | Резултат | Белешка |
| ------- | --------------------------- | -------------------- | ----- | ------- | ------- | -------- | ------- |
|         | Петер Генин                 | Белгија              | Т51   | 1:18,09 | 1:18,09 | 1:20,82  | ПР      |
|         | Едгар Цесарео Наваро Санчез | Мексико              | Т51   | 1:15,02 | 1:23,07 | 1:21,82  | ЛРС     |
|         | Алвисе де Види              | Италија              | Т51   | 1:23,76 | 1:24,48 | 1:22.38  | ЛР      |
| 4.      | Мохамед Берахал             | Алжир                | Т51   | 1:20,03 | 1:20,03 | 1:24,06  |         |
| 5.      | Стефан Озборн               | Уједињено Краљевство | Т51   | 1:21,45 | 1:24,32 | 1:25,05  |         |
| 6.      | Тони Писпанен               | Финска               | Т51   | 1:22,31 | 1:25,98 | 1:30,27  |         |
| 7.      | Елдер Местре                | Португалија          | Т51   | 1:26,44 | 1:26,44 | 1:30,82  |         |

#### Класа Т52
Такмичење је одржано 13.9.2016. годину у 10:20,,
| Пласман | Атлетичар                      | Земља       | Класа | Резултат | Белешка |
| ------- | ------------------------------ | ----------- | ----- | -------- | ------- |
|         | Рајмонд Мартин                 | САД         | Т52   | 58,42    |         |
|         | Томоки Сато                    | Јапан       | Т52   | 58,88    |         |
|         | Ђанфранко Инота                | САД         | Т52   | 1:02,16  |         |
| 4.      | Леонардо де Хесус Перез Хуарез | Мексико     | Т52   | 1:02,87  |         |
| 5.      | Пичаја Куратанасири            | Тајланд     | Т52   | 1:03,27  |         |
| 6.      | Хироказу Уејонабару            | Јапан       | Т52   | 1:04,72  |         |
| 7.      | Џеролд Пит Мангливан           | Филипини    | Т52   | 1:04,93  | ЛР      |
| 8.      | Марио Триндаде                 | Португалија | Т52   | 1:05,35  |         |

#### Класе Т53
Такмичење је одржано 11.9.2016. годину у 11:35.
| Пласман | Атлетичар        | Земља                | Класа | Резултат | Белешка |
| ------- | ---------------- | -------------------- | ----- | -------- | ------- |
|         | Pongsakorn Paeyo | Тајланд              | Т53   | 47,91    | ЛР      |
|         | Брент Лакатос    | Канада               | Т53   | 48,53    | РР      |
|         | Пјер Фербанк     | Француска            | Т53   | 49,00    | ЛРС     |
| 4.      | Хуџао Ли         | Кина                 | Т53   | 50,11    |         |
| 5.      | Брајан Симан     | САД                  | Т53   | 50,20    |         |
| 5.      | Јуфеј Џао        | Кина                 | Т53   | 50,42    |         |
| 7.      | Џошуа Џорџ       | САД                  | Т53   | 50,80    |         |
| 8.      | Моатез Џомни     | Уједињено Краљевство | Т53   | 51,53    |         |

#### Класе Т54
Финале је одржано 12.9.2016. годину у 10:16.,,
| Пласман | Атлетичар       | Земља                | Класа | Резултат | Белешка |
| ------- | --------------- | -------------------- | ----- | -------- | ------- |
|         | Кени ван Вегел  | Холандија            | Т54   | 46,65    |         |
|         | Јанг Љу         | Кина                 | Т54   | 46,79    |         |
|         | Јасин Гарби     | Тунис                | Т54   | 47,07    |         |
| 4.      | Ричард Чијасаро | Уједињено Краљевство | Т54   | 47,17    |         |
| 5.      | Дејвид Вир      | Уједињено Краљевство | Т54   | 47,30    |         |
| 6.      | Јенфенг Цуеј    | Кина                 | Т54   | 47,63    |         |
| 7.      | Saichon Konjen  | Тајланд              | Т54   | 47,66    |         |
| 8.      | Ченгминг Љу     | Кина                 | Т54   | 47,69    |         |